# 衛宮士郎
衛宮士郎（日语：／ Emiya Shirō ?）是2004年由TYPE-MOON開發的成人視覺小說《Fate/stay night》的虛構角色及主角。在故事中，衛宮士郎是一名高中生，誤打誤撞地與其他六名魔術師一同參與爭奪具有實現願望能力的「萬能許願機」的「聖杯戰爭」。他是某次城市大火中的唯一倖存者，後來被名為衛宮切嗣的男子所救，並受到其影響而立志成為不殺人的「正義的夥伴」。在與從者阿爾托莉雅·潘德拉貢並肩作戰的過程中，衛宮士郎逐步發展出自己的魔術能力，並根據玩家的選擇，與小說中其他角色建立起各種關係。他也出現在視覺小說續作《Fate/hollow ataraxia》、前傳輕小說《Fate/Zero》，以及原作的漫畫與動畫改編作品中。
角色由奈須蘑菇創作，他在青少年時期撰寫的故事中就已構思出衛宮士郎與阿爾托莉雅·潘德拉貢。奈須蘑菇原先擔心主角是女性會不適合作為美少女遊戲，因此在武內崇的建議下，將主角與阿爾托莉雅的性別對調，以符合當時的市場定位。動畫改編作品中，在《Fate/Zero》之後，製作團隊希望讓衛宮士郎在與其他角色互動時展現更嚴肅的一面，同時保留比原作更開朗的性格。日語版中，衛宮士郎由杉山紀彰（少年時期）與野田順子（兒童時期）配音；英語版動畫中則由多位聲優擔綱配音。
媒體對衛宮士郎在不同劇情路線中的塑造給予了諸多評價；他在原作《Fate/stay night》三條主線中的表現因角色成長及與Archer的關係而廣受好評。Studio Deen首次改編的動畫版本中，衛宮士郎起初獲得的反應褒貶不一，但他與阿爾托莉雅的感情發展則受到讚揚。而在Ufotable製作、改編自視覺小說路線「Unlimited Blade Works」的動畫系列中，角色因面對自身理想所展現的掙扎與成長而受到好評。衛宮士郎亦多次出現在與《Fate》系列及動畫相關的人氣投票中。

## 創作與設計
衛宮士郎在故事中的角色定位，旨在透過玩家所選的不同路線，呈現其性格特質與成長歷程。在第一條「Fate」路線中，呈現了他偏執的一面；在第二條「Unlimited Blade Works」路線中，則展現了他的決心；而在最終的「Heaven's Feel」路線中，他成為間桐櫻的盟友，並放棄了成為英雄的畢生志向。衛宮士郎的創作構想是作為一名固執、懷抱理想的青年，其角色會依照不同路線而有所改變，這也是TYPE-MOON原本想在《月姬》中主角實現的設計方向。此外，奈須蘑菇希望將他塑造成一位普通少年，而繪師武內崇則不希望他太有個人特色，以便讓玩家能更容易代入。在視覺小說製作末期，奈須蘑菇形容衛宮士郎是一位無趣的英雄，對戰爭缺乏熱情，為了拯救更多人而否定自身的幸福。他的角色主題曲為Emiya，並有多首改編曲與主題音樂用於詮釋與他相關的重要場景。

### 外觀

奈須蘑菇原先構思的衛宮士郎為少女形象（名為「沙條綾香」），後來為迎合玩家市場而改為男性。

在撰寫《Fate/stay night》之前，奈須蘑菇於高中時期利用閒暇時間創作了其「Fate」路線。他原本將衛宮士郎設定為一名戴眼鏡的女性角色，名為沙条綾香，並將亞瑟王設定為男性。奈須蘑菇因創作《月姬》的經驗以及TYPE-MOON認為男性主角更符合目標市場，遂將兩人性別對調。自角色創作初期以來，衛宮士郎的外型設計僅作過微幅調整。武內崇以紅髮與固執眼神設計出一名典型的少年漫畫風角色，然而他認為這樣過於普通，因此在其眼睛中增加了更多圓形構造。武內崇表示，由於衛宮士郎眉型特殊，因此很難畫出他的表情；他是《Fate/stay night》中最難以繪製的角色。考量到初版作品作為美少女遊戲的屬性，其主角設定為「無臉主角」，衛宮士郎在遊戲中的登場場景原本就不多，這也使得繪製更加困難。而在面向青少年市場重新發行的《Réalta Nua》版本中，為降低成人內容比例，衛宮士郎的出場次數大幅增加，因此武內崇也需更頻繁地繪製該角色。製作人須藤友德指出，為提升動畫成功機率，團隊必須讓衛宮士郎的畫面更具吸引力，並為他設計了新服裝。
在衍生漫畫《Fate/kaleid liner 魔法少女☆伊莉雅 3rei!!》中，衛宮士郎保有原有造型，但在部分劇情中會使用魔法卡變身，穿上Archer的服裝。作者廣山弘原先將他畫成半裸狀態，但考量到故事設定於冬季，認為不合理，因此最終設計為僅右臂裸露，其餘上半身皆被覆蓋，使其外型更接近未來的英雄形象。由於在參與《伊莉雅》衍生漫畫之前已熟悉繪製衛宮士郎，廣山弘對此版本並無困難，並因回憶篇聚焦於其過去，視他為該作主角之一；如同原作視覺小說，廣山弘亦希望衛宮士郎在回憶篇中選擇一條屬於自己的路線，踏上保護妹妹美遊·艾蒂菲爾特的旅程。

### 性格
奈須蘑菇認為，衛宮士郎與《空之境界》中的兩儀式一樣，都是以狹隘視角面對自身課題的角色。衛宮士郎被設定為魔術門外漢，以強烈對比視覺小說中那些技藝高超的英雄。儘管如此，奈須蘑菇表示，衛宮士郎在「Fate」路線中戰鬥力較弱，但在「Unlimited Blade Works」路線中，其魔術實力有了顯著成長，超越常人水準。起初，奈須蘑菇曾說，衛宮士郎與阿爾托莉雅·潘德拉貢的關係難以稱為男女之情，因為阿爾托莉雅以男性身分統治不列顛後，卻突然「變回女孩並愛上了衛宮士郎」。另一方面，武內崇則表示這段關係仍然成立，甚至相當現實，因為這是阿爾托莉雅逐步找回長久被壓抑的人性，也成為衛宮士郎理解她與自身理想缺陷的重要契機。
在衛宮士郎與阿爾托莉雅初次相遇的描寫中，編劇團隊安排了一段夢境，讓衛宮士郎看見對方的聖劍Excalibur。由於他擁有聖劍Excalibur的劍鞘（名為「阿瓦隆」），奈須蘑菇以此解釋兩人如何建立Master與Servant關係。奈須蘑菇原先構思過延伸「Fate」路線，設想另一版本的第五次聖杯戰爭，衛宮士郎與阿爾托莉雅並肩作戰，但兩人並未發展戀愛關係；最終分別後，該時間線中的衛宮士郎會如「Unlimited Blade Works」路線的「真結局」那樣與遠坂凜建立聯繫，但仍會成為英靈EMIYA。
武內崇認為衛宮士郎是性格古怪的角色。奈須蘑菇筆下的少年衛宮士郎是個害羞的孩子，成長後變得直率，讓他寫起來覺得有趣。雖然Ufotable製作的《Fate/stay night [Unlimited Blade Works]》動畫引發觀眾對衛宮士郎是否會成為未來的戰士Archer的討論，最初他的未來身分原擬為反派吉爾伽美什，但製作組後來改為設定為Archer；奈須蘑菇表示，衛宮士郎仍具備成為英靈的潛力。然而，奈須蘑菇從小說創作初期就有意安排衛宮士郎與吉爾伽美什對立。在原作視覺小說的「Heaven's Feel」路線中，並未明確說明衛宮士郎是否會成為同一位Archer。另一次訪談中，奈須蘑菇提到「Unlimited Blade Works」路線中已持續釋出暗示，指出衛宮士郎可能會成為Archer，遠坂凜則會成為他的情感支柱。至於他在「Heaven's Feel」路線中的命運，則因其疑似復活而留給玩家自行解釋。

### 動畫改編
在製作動畫《Fate/stay night [Unlimited Blade Works]》期間，Ufotable表示希望將衛宮士郎塑造成更契合《Fate/Zero》其他角色與動畫整體陰暗調性的角色。奈須蘑菇解釋，衛宮士郎被設定得更具喜感，以提升角色的娛樂性；然而由於他與其他角色的互動有所調整，使得奈須蘑菇在製作過程中感受到壓力。儘管如此，Ufotable仍保留了「衛宮士郎因過去經歷而難以展露笑容」的設定，動畫中有些角色亦指出他很少表現出喜悅。包含總導演三浦貴博在內的製作團隊認為此設定合理。三浦貴博希望能將這部作品打造為衛宮士郎的成長故事；不過奈須蘑菇表示，衛宮士郎在本作中並未經歷完整的角色成長弧線，使三浦對此角色的寫法持不同意見。三浦貴博指出，未來的作品中他更希望著重描寫衛宮士郎這個角色本身，而非僅圍繞與他相關的女性角色；因此製作公司Aniplex也確立了主軸，聚焦於衛宮士郎與Archer之間，追隨其父理想的主線上。TYPE-MOON的執行長認為，唯有奈須蘑菇本人能完整傳達他投注於衛宮士郎的理念，使其在動畫中正確呈現並深化大眾對這名主角的理解。
編劇表示，改編過程中最大困難在於再現衛宮士郎與Archer的高潮決戰，因原作極度著重內心描寫，動畫中無法同樣清晰地呈現，製作團隊認為觀眾可能會覺得無聊。因此，奈須蘑菇親自重寫了整段戰鬥流程。此外，由於視覺小說原本無需描繪主角的表情，奈須蘑菇也是在這場戲中才意識到必須具體描述主角的情緒幅度，以便動畫得以呈現。武內崇表示，奈須蘑菇與三浦貴博為此戰鬥場景進行劇本最終確認的會議長達五小時以上。劇終段的選擇延遲了三個月才定案，最後由奈須蘑菇撰寫獨立劇本，描寫衛宮士郎與遠坂凜赴倫敦留學的後日談。
針對第一部《Fate/stay night [Heaven's Feel]》劇場版上映，導演須藤友德表示希望進一步挖掘衛宮士郎與間桐櫻的過去，因為他認為兩人的關係是本作最重要的部分。製作人高橋祐馬也持類似看法，認為需要安排一些象徵衛宮士郎與間桐櫻戀情的場景。Ufotable大致保留了這些場景；高橋祐馬認為觀眾可能會因前半段鋪陳的意義而想重看這部作品。間桐櫻的日語聲優下屋則子表示，製作團隊最想展現的就是衛宮士郎與間桐櫻之間的戲份，而須藤友德也希望深入描繪兩人如何相識並變得親近的過程。Aimer演唱的主題曲I beg you旨在刻畫兩人關係，並展現間桐櫻內心黑暗的一面，她渴望被衛宮士郎愛著，卻又不願讓對方知曉自己的秘密。《Fate/stay night [Heaven's Feel]》漫畫改編作者指出，在連載漫畫版本中，他希望從間桐櫻初遇衛宮士郎、對他產生情感的時刻開始講起，與原作視覺小說將該場景安排在路線後段有所不同。
在劇場版《Fate/kaleid liner 魔法少女☆伊莉雅 雪下的誓言》中，歌手ChouCho創作了兩首歌曲，聚焦於衛宮士郎與美遊·艾蒂菲爾特之間的羈絆，描述他們作為兄妹的溫馨情感。其中Kaleidoscope以衛宮士郎視角切入，描寫他初次與美遊相遇的情景，以及她成為他人生中最重要的人之一。然而由於劇情發展，歌詞亦展現出兩人命運發展的陰暗調性。雖然這不是一首以衛宮士郎為主題的歌曲，但ChouCho認為觀眾透過此曲將能更理解這位角色的重要性。

### 日語配音
衛宮士郎由杉山紀彰配音。杉山紀彰對於《Fate》系列的篇幅之長感到驚訝；他表示，在錄音開始前他感到一定程度的緊張，因為自2010年後便未再參與《Fate》系列作品，僅在搞笑作品《Fate/kaleid liner 魔法少女☆伊莉雅》與《幻想嘉年華》中配過同一角色。據杉山紀彰所述，這讓他必須重新思考角色的形象，儘管如此，他對能回歸「標準版的衛宮士郎」感到高興。相對地，他也提到錄音導演岩浪美和長時間要求他維持語音情緒的激昂。由於他與諏訪部順一（飾演Archer）在最終季中飾演的是同一人物不同年齡的版本，兩人刻意模仿彼此的語氣與音色（杉山紀彰為低音，諏訪部順一為中音），以讓觀眾更容易識別角色間的連結。在《Fate/stay night [Unlimited Blade Works]》製作期間，杉山紀彰特別喜歡衛宮士郎與Archer對峙的場景，主因是衛宮士郎有可能成為Archer這一設定。
杉山紀彰在衍生電影《Fate/kaleid liner 魔法少女☆伊莉雅 雪下的誓言》中再次為該角配音。為美遊·艾蒂菲爾特配音的名塚佳織表示，美遊在本作中因與衛宮士郎的關係發展而展現出顯著的角色成長。當被問及最喜歡的場景時，杉山紀彰表示偏好最終場景，因為衛宮士郎最後一句話對美遊產生的影響，使角色形象更加吸引人。廣山弘認為衛宮士郎在本作中的聲音，較漫畫版更能帶來安心感。
在《Fate/stay night [Heaven's Feel]》劇場版宣傳展開後，杉山紀彰提到，由於劇情取自視覺小說的不同路線，衛宮士郎在電影中的表現亦有所不同。隨著電影上映，杉山紀彰認為該版本的衛宮士郎性格比視覺小說其他路線更為黑暗。他覺得衛宮士郎失去阿爾托莉雅·潘德拉贡卻仍決心守護間桐櫻的劇情令人感傷。他也表示理解電影中對衛宮士郎角色的處理，大多數台詞皆以冷靜的狀態表達。兒時的衛宮士郎由野田順子配音，她因其外型將角色稱為「迷你版衛宮士郎」，並特別喜歡他在《衛宮家今天的餐桌風景》中做漢堡包的場景。

### 英語配音
山姆·里格爾是衛宮士郎的首位英語配音員，莫娜·馬歇爾則為其童年時期配音。派屈克·普爾負責為伊莉雅衍生動畫系列中出現的兩個版本的衛宮士郎配音。配音員布萊斯·帕彭布魯克對能接替里格爾在《Fate/stay night [Unlimited Blade Works]》中的角色感到榮幸，並表示里格爾的表現「非常出色」。帕彭布魯克認為《Fate/stay night [Unlimited Blade Works]》的劇情「走上不同的路線」，創作者也「希望呈現出不同版本的衛宮士郎」。他對配音導演東尼·奧利佛選擇自己擔綱此角感到驚訝。帕彭布魯克提到，奧利佛有時會詳細解釋「衛宮士郎為何會做出某些行動，或是他所處情境的背景」，並且「補充了很多細節」以幫助演出；帕彭布魯克很享受「事後回看」這些片段，並覺得「能看到奧利佛描述的內容真的很酷」。他表示奧利佛希望他以「真實」的方式詮釋衛宮士郎，並希望能從帕彭布魯克的語氣中感受到背後的情感，因此他必須讓自己進入「非常深沉的心境」。
帕彭布魯克在得知參與《Fate/stay night [Heaven's Feel]》電影配音前，曾觀看過其日語版首部劇場版。他表示自己「有幸與日本聲優一同參加某次活動」。他補充道，當時電影中有個片段令觀眾哄堂大笑，但他起初不明所以，直到他人向他解釋後才明白笑點；之後在觀看英語版時他才理解該場景的意義。觀賞日語版後，他「了解了衛宮士郎在那場戲中應該如何表現」。錄音期間，他被要求為衛宮士郎加入更多情緒，但他覺得這很有挑戰性，因為他希望避免讓角色語調過於外放。帕彭布魯克對衛宮士郎在《Fate/stay night [Heaven's Feel]》中的角色特別期待，尤其是與間桐櫻之間的關係，與其他系列相比顯得格外不同。

## 角色設定
衛宮士郎是紅髮的日本高中生。在《Fate/stay night》視覺小說的主線開始前，他的雙親死於一場由魔術師之間的戰爭（第四次聖杯戰爭）所引發的大火中。衛宮士郎被衛宮切嗣救下，並被其收養，教授基礎魔術。在養父過世前，衛宮士郎得知衛宮切嗣未能實現其理想，成為所謂的「正義的夥伴」，也就是能拯救最多人的存在。於是衛宮士郎立下承諾，要代替他實現這個目標。衛宮士郎將實現衛宮切嗣理想作為人生信條，並在《Fate/stay night》的三條路線中對此理想產生不同觀點。他患有嚴重的倖存者內疚，認為若將自身需求置於他人之前，是對死者的不敬。他的價值觀異常，僅能透過無償幫助他人來肯定自身存在意義。即使被他人嘲笑虛偽，衛宮士郎仍堅持衛宮切嗣的英雄理念，不顧自身安危；小說中的不同路線也讓他在與他人互動中走上不同道路。
雖然衛宮士郎原本只能使用維持日常生活的基礎魔術，他後來習得複製武器的能力，包括複製小型雙劍以及其他武器。他與從者Archer有著連結，兩人皆能使用「固有結界」中的武器，最著名的是「無限劍制」，能在短時間內發揮出與其他從者相當的戰鬥力，並在小說不同路線中展現。杉山紀彰表示：「衛宮士郎在任何世界中都是利他主義者，他是個希望周遭人幸福的少年」。廣山弘認為衛宮士郎在電影中的聲音較其漫畫中更具安定感。在衍生作品《衛宮家今天的餐桌風景》中，杉山紀彰對衛宮士郎的個性感到驚喜與喜愛，認為他比原作中的版本更加溫和，並試圖以與以往不同的語氣來詮釋角色。
日本流行音樂歌手Aimer創作了主題曲LAST STARDUST，該曲用於衛宮士郎與Archer戰鬥的場景，描寫了他所經歷的大火，以及接受衛宮切嗣之死、即使懷有遺憾也決心追尋夢想的心境。這與衛宮士郎的未來自我Archer產生連結，後者成為戰士後經歷無數悲劇，而衛宮士郎則選擇正視未來將承受的痛苦。Aimer也研究了耶穌與其門徒猶大的關係，用以比擬衛宮士郎與Archer之間的關係——後者時常表現出想殺掉前者的意圖，認為他不該存在，這與耶穌與猶大之間的對話有相似之處。

## 角色故事

### Fate/stay night
視覺小說《Fate/stay night》開場時，衛宮士郎居住於冬木市一處日式宅邸，受學校教師藤村大河照顧，此時距其父衛宮切嗣過世已有多年。某日夜晚，他在學校目睹從者Archer與Lancer的決鬥，後者突然襲擊並殺死了他。Archer的御主遠坂凜以魔術將其復活。當Lancer再次攻擊時，衛宮士郎意外召喚出Saber職介的從者阿爾托莉雅·潘德拉貢，並成功擊退Lancer。阿爾托莉雅發誓將保護他免受一切危險。之後，衛宮士郎與遠坂凜結盟，得知第五次聖杯戰爭的真相——這是一場由多名從者與御主為奪取聖杯而展開的戰爭。為防止其他御主引發災難，衛宮士郎決定參戰。

#### 「Fate」路線
在「Fate」路線中，衛宮士郎得知阿爾托莉雅其實是女性的亞瑟王。阿爾托莉雅因不列顛的滅亡而自責，這種堅定的理想與衛宮士郎的理念形成對比；兩人皆認為自身目標難以實現，但仍堅持前行。在與從者Berserker的戰鬥中，衛宮士郎將所有魔力傳給阿爾托莉雅，共同複製出王者之劍Excalibur，並聯手擊敗敵人。此後，衛宮士郎收養了Berserker的御主伊莉雅絲菲爾·馮·愛因茲貝倫，她是衛宮切嗣的親生女兒。他也得知衛宮切嗣曾為阿爾托莉雅的御主，並將聖劍Excalibur的劍鞘「阿瓦隆」藏於他體內以保護他。衛宮士郎與阿爾托莉雅準備迎戰言峰綺禮與其從者吉爾伽美什，兩人意圖犧牲伊莉雅以製造聖杯。戰前，衛宮士郎將「阿瓦隆」歸還阿爾托莉雅，使她能以Excalibur全力戰鬥。最終兩人藉由「阿瓦隆」的力量擊敗敵人，阿爾托莉雅回到過去的卡美洛城，並在那裡去世。在PlayStation 2的重製版中，追加了結局，描述兩人死後在阿瓦隆島重逢。

#### 「Unlimited Blade Works」路線
在「Unlimited Blade Works」路線中，遠坂凜責備衛宮士郎執著成為「正義的夥伴」的理想。她的從者正是衛宮士郎的未來版本——Archer，他因理想受盡痛苦。Archer試圖殺死年輕的自己，以抹消自身的存在，或至少讓衛宮士郎不再執著於該理想。在戰鬥中，衛宮士郎得知Archer的真實身分，兩人也陷入理念上的衝突；Archer批評他只是承襲養父的理想，而衛宮士郎則立誓絕不成為Archer。雖不完全放棄理想，衛宮士郎仍尋求一種折衷方式，明知其理想為借來之物，仍努力實踐。最終他擊敗Archer後，又與吉爾伽美什交戰並將其擊敗，遠坂凜與阿爾托莉雅則摧毀了由伊莉雅遺體所製成的聖杯。在「好結局」中，阿爾托莉雅未因摧毀聖杯而消失，衛宮士郎與她、遠坂凜共同生活於衛宮家；而在「真結局」中，衛宮士郎與遠坂凜一同前往倫敦，在時鐘塔的魔術協會學習魔術。

#### 「Heaven's Feel」路線
在「Heaven's Feel」路線中，衛宮士郎發現其同學間桐櫻是位魔術師，且每晚會在非自願的情況下化為黑影殺害市民。他陷入抉擇：若堅持理想，就必須殺死間桐櫻以拯救他人；若選擇拯救她，則必須放棄理想。最終他選擇拋棄理想，成為間桐櫻的夥伴，並成為Rider的新御主。在戰鬥中，衛宮士郎失去左臂，改以Archer的手臂接替。這隻手對普通人來說過於強大，使用將導致其死亡。與由櫻的影子所創造的黑化版阿爾托莉雅與Berserker交戰時，衛宮士郎吸收了手臂的力量，導致身心逐漸崩壞。他使用自創技術投影出Berserker的戰斧劍「是·射殺百頭」，並擊敗對方。在Rider協助下，他擊敗阿爾托莉雅，並與遠坂凜一同淨化間桐櫻體內的影子。他留下摧毀大聖杯，但遭言峰綺禮阻撓並將其擊敗。在「普通結局」中，衛宮士郎為摧毀大聖杯而犧牲自己；在「真結局」中，伊莉雅犧牲自身關閉大聖杯，拯救因手臂而瀕死的衛宮士郎，兩人最後與間桐櫻一同過著平靜生活。

### Fate/hollow ataraxia
在續作《Fate/hollow ataraxia》中，衛宮士郎與第五次聖杯戰爭的魔術協會成員與御主巴潔特·法迦·克米茲相遇。兩人被困於從第四日開始的四日時間循環中；無論死亡或撐過四天，都會回到循環的第一天，並保有首次循環後的記憶。為了終結循環，衛宮士郎、巴潔特與Avenger聯手戰鬥，尋找四日循環的真相。衛宮士郎開始出現性格變化與記憶錯亂，後來揭露他與Avenger之間存在連結，導致兩人入夜後會互換身體，暗示Avenger藏身於其體內。得知真相後，衛宮士郎產生矛盾——他希望終結循環，而Avenger則想繼續活下去。Avenger製造並附身於一個衛宮士郎的複製體，以實現自身願望，並將其困於四日循環中；真正的衛宮士郎則仍存在於現實世界，而距離聖杯戰爭結束已過半年。
當Avenger結束循環後，發現造成無限循環的時空連續體異常，源於遠坂凜使用了澤爾里奇的寶石劍複製品。該寶劍是在戰爭結束半年後由遠坂凜在衛宮士郎與伊莉雅協助下取得的。Avenger隨後抹去時間循環世界中所有人的記憶，包括衛宮士郎。唯一知情者為巴潔特、卡蓮·赫特希亞、伊莉雅與Caster。在結尾段落中，真正的衛宮士郎被戲弄，同意讓巴潔特與卡蓮寄住於衛宮家中。

### 其他媒體

#### 漫畫與動畫

原本希望衛宮士郎在使用Archer卡時穿著較少，但最終僅讓其右臂裸露。

衛宮士郎登場於《Fate/stay night》的動畫與漫畫版本，以及2010年電影《Fate/stay night Unlimited Blade Works》與《Fate/stay night [Heaven's Feel]》劇場版。原作視覺小說中與女主角的性行為場面在改編作品中常被刪減或省略。《Fate/stay night [Unlimited Blade Works]》動畫在片尾追加一幕畫面，顯示有一人行走於Archer的次元空間，引發粉絲對衛宮士郎命運的討論，但奈須蘑菇對那人是否為衛宮士郎保持模糊態度。
在衍生漫畫《Fate/kaleid liner 魔法少女☆伊莉雅》中，衛宮士郎僅為配角，與伊莉雅的母親愛麗絲菲爾·馮·愛因茲貝倫一同生活，過著平凡的少年生活。在續作《Fate/kaleid liner 魔法少女☆伊莉雅 3rei!!》中，來自平行世界的另一版本衛宮士郎被恩茲華斯家族囚禁，並託付伊莉雅照顧妹妹美遊·艾蒂菲爾特。隨後，他在吉爾伽美什協助下獲釋，並以消耗身體的魔術對抗美遊的敵人恩茲華斯家族。他成功擊敗安潔莉卡·恩茲華斯，但遭朱利安·恩茲華斯操控的間桐櫻人偶重創。康復後，他與美遊重逢並返回故鄉，向盟友說明敵方資訊。
2017年劇場版動畫《Fate/kaleid liner 魔法少女☆伊莉雅 雪下的誓言》與漫畫描繪了該平行世界中衛宮士郎的身世；作為衛宮切嗣的養子與美遊的義兄，他在切嗣去世後決定照顧美遊。兩人關係日益深厚後，美遊被朱利安綁架，衛宮士郎在言峰綺禮指引下決定參與聖杯戰爭，以保護美遊免遭恩茲華斯家族祭品化。當間桐慎二的屍體為保護衛宮士郎而殺死間桐櫻後，她留下了「Archer卡」，讓他獲得未來英靈Archer的力量。在為櫻報仇後，他於聖杯戰爭中擊敗威脅美遊的敵人，並取得勝利。之後他利用卡片將美遊送往另一世界，並與安潔莉卡·恩茲華斯展開決戰。雖然他最終敗北並遭囚禁，但對美遊的平安感到滿足。之後他向伊莉雅訴說自己與美遊的過去，並與改變立場的安潔莉卡和解並產生好感。但因伊莉雅與美遊察覺Archer的力量正在侵蝕其靈魂，勸其離開戰場。然而，當櫻人偶準備殺害遠坂凜時，衛宮士郎再度登場，施展最後一擊打倒她並讓其恢復神智。
衛宮士郎亦在前傳小說《Fate/Zero》中短暫登場，於故事末尾被衛宮切嗣從大火中救出；切嗣死後，他決定繼承其成為英雄的夢想。他亦在小說《Fate/Apocrypha》中短暫出現，在該平行世界中，他的故鄉未遭第四次聖杯戰爭的火災摧毀。此外，他與其他TYPE-MOON角色一同登場於2011年動畫《幻想嘉年華》中。他也是漫畫《衛宮家今天的餐桌風景》的主角之一，描寫他與其他角色共同過著平和日常生活。

#### 電子遊戲與廣播劇CD

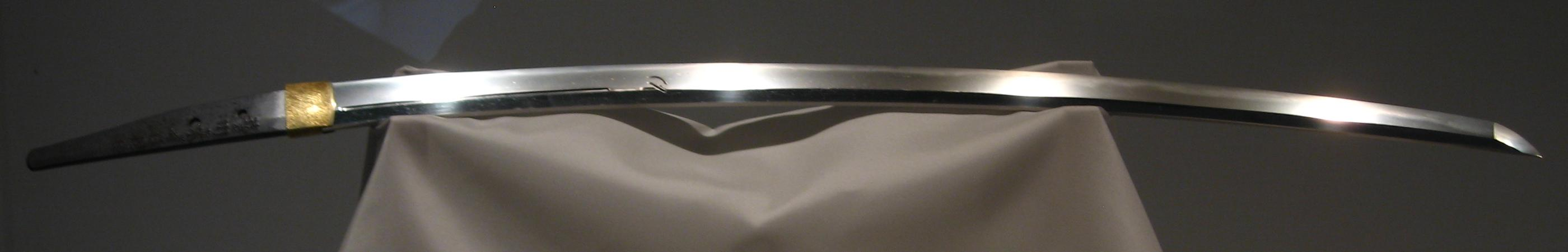
日本刀「勢州桑名住村正」（藏於東京國立博物館）

在角色扮演遊戲《Fate/Grand Order》中，衛宮士郎以「擬似」從者的形式登場，名為千子村正，是對其容器人格感到疑惑的英靈。千子村正使用妖刀，包括都牟刈村正與明神切村正，但對其成果並不確定。此版本的衛宮士郎亦出現在渡玲的漫畫改編作品中。
衛宮士郎登場於格鬥遊戲《Fate/unlimited codes》與《Fate/tiger colosseum》中。除了TYPE-MOON的作品及其改編作外，衛宮士郎也出現在電子遊戲《神聖之門》中。他與遠坂凜一同作為可操控角色出現在衍生遊戲《膠囊從者》中，亦在手機遊戲《Hortensia SAGA 蒼之騎士團》中登場，以宣傳動畫改編作品。2007年發行了以衛宮士郎為主題的角色CD；另有一張廣播劇CD講述了他與衛宮切嗣及藤村大河居住期間、如何在經歷大火創傷後接受基礎魔術教導的生活。為宣傳動畫改編路線，衛宮士郎亦加入了《召喚圖板》、《Red Stone》及等遊戲中。

## 反響與評價

### 反響

為宣傳《Fate/kaleid liner 魔法少女☆伊莉雅 雪下的誓言》，武內崇繪製了筆下的衛宮士郎形象。

衛宮士郎的相關商品包括橡膠吊飾與模型，以及其雙劍的複製品。2017年，日本大阪開設了一間以《Fate》角色為主題的咖啡廳，其中包括衛宮士郎。為宣傳電影《Fate/kaleid liner 魔法少女☆伊莉雅 雪下的誓言》，武內崇創作了廣山弘筆下衛宮士郎的海報，並於日本作為贈品發送給觀眾。廣山弘對此宣傳活動表達熱烈回應。在宣傳《Fate/stay night [Heaven's Feel]》電影時，衛宮士郎的校服也被製作為Cosplay用服裝，其形象亦曾用於情人節活動中。
衛宮士郎在系列作品中頗受歡迎，經常於TYPE-MOON與《Newtype》雜誌的讀者票選中名列前茅。在系列外，他亦多次入選各類動畫角色票選。在2015年《Newtype》雜誌舉辦的初步票選中，他於「最佳男性角色」中名列第八；2018年3月，他因在首部《Fate/stay night [Heaven's Feel]》電影中的表現而獲得第四名。於動畫新聞網舉辦的男性角色票選中，他分別獲得第九與第十名；在Anime! Anime!的票選中，則被選為粉絲最希望成為弟弟的男性角色之一。《Newtype》的票選結果也顯示，衛宮士郎為2010年代第八受歡迎的男性動畫角色；2019年3月號雜誌中，他因在第二部《Fate/stay night [Heaven's Feel]》電影中的表現被評為第一名。2018年Manga.Tokyo的票選結果顯示，他為《Fate》系列中第二受歡迎的角色，僅次於阿爾托莉雅。動畫新聞網指出，電視動畫《Fate/stay night [Unlimited Blade Works]》中衛宮士郎與Archer的對決因兩人技巧與性格對應的處理，被評為動畫中最佳劍戰之一。此外，衛宮士郎在《Fate/Grand Order》中的村正形象亦深受日本玩家喜愛。
根據EpicStream的報導，衛宮士郎與Archer在《Fate/stay night [Unlimited Blade Works]》中展現的「無限劍制」曾於2024年2月被漫畫《咒術迴戰》引用，當時角色乙骨憂太使用類似術式召喚數百把劍，並與兩面宿儺交戰。

### 評價
每條故事路線的主角都處於不同的狀況中，使讀者得以理解故事背景（「Fate」路線）、對角色的理想進行理論性的認識（「Unlimited Blade Works」路線）、面對理想實踐上的問題（「Heaven's Feel」路線），並透過整體的串聯來深入理解其形象。Gamasutra指出，玩家在遊戲中的選擇會大幅改變衛宮士郎的角色發展，讓奈須蘑菇得以展現其理想的不同面向。黑田誠在分析魔術系統與角色個性時指出，衛宮士郎「成為正義的夥伴」的理念與大乘佛教中菩薩為拯救他人而犧牲自身的傳統觀念可作直接對比。在黑田誠的觀點中，佛教概念與劇情中的基督教倫理形成對立，透過衛宮士郎與言峰綺禮的對比展現出主角對安格拉·曼紐作為為救贖而承擔他人罪孽的解釋之拒絕。同樣地，小說家坂上秋成讚賞玩家能透過三條路線見證衛宮士郎「從機器般的存在逐漸變為有血有肉的人」的轉變。來自京都大學的宇野常寛則將其創傷背景比作九一一襲擊事件的倖存者，並呈現出日本社會在此情境中所採取的不同應對方式。因此，宇野常寛認為衛宮士郎在各路線中的改變，是其從創傷中復原、成長並走向獨立的過程。
衛宮士郎的角色塑造引發諸多評論。評論員普遍認為衛宮士郎的行為與其對自身理想的態度是整部小說中最引人入勝且刻畫最完整的部分。Gamasutra與Manga.Tokyo表示，他童年時立志成為英雄的理想，以及長大後依舊堅持這一目標，使他成為一位有趣的主角。作家虛淵玄認為衛宮士郎與遠坂凜的關係比起與阿爾托莉雅更具吸引力，並形容這對組合較為寫實；相對地，奈須蘑菇與武內崇則認為衛宮士郎與阿爾托莉雅之間的關係更具魅力，即便是「靈魂伴侶」的形式，也依然合乎現實邏輯。虛淵玄亦表示他欣賞衛宮士郎與間桐櫻之間戀愛描寫的處理方式，特別是衛宮士郎對孤獨的間桐櫻所展現出的情感支持。Rice Digital指出遊戲中的性場面蘊含深層主題，因為衛宮士郎在各路線中皆未對戀人展現出侵略性，而是展現出更成熟的一面。根據動畫新聞網的說法，在視覺小說的首部動畫化作品中，衛宮士郎不再僅是和平主義者，而是展現出更具哲思的戰鬥風格，使其角色更具深度。然而，THEM Anime Reviews則對衛宮士郎的性格較為批評，稱他因屢次陷入危險而顯得「蠢得徹底」。來自和洋女子大學的黑田誠評論衛宮士郎對阿爾托莉雅的行動違反人類的原始求生本能，是一種「無私的利他主義與無邊際的道德主義」的體現。部分評論指出，衛宮士郎與阿爾托莉雅的關係以及他在Studio Deen動畫中的成長，使兩者的性格更為立體，並隨劇情推進逐漸增添戀愛要素。
評論家對衛宮士郎在各部電影與電視動畫中的表現多持肯定態度。Mania Entertainment的克里斯·貝弗里奇（Chris Beveridge）喜歡阿爾托莉雅在動畫中的發展，特別是她與衛宮士郎的協作，他也對兩人之間的戀愛關係作出類似的好評，而DVD Talk與IGN的評論員則認為他們的關係不僅是本作與整個系列中最具吸引力的情感線，更是整個遊戲與動畫領域中最出色的戀愛描寫之一。
The Fandom Post與Blu-ray皆讚賞電影中對衛宮士郎角色的刻畫，指出他在劇中所展現的理想與Archer及衛宮切嗣形成對比，讓他在劇情中顯得格外成熟。ReelRundown與聲優植田佳奈皆表示，《Fate/stay night [Unlimited Blade Works]》進一步探索了角色內心，讓他變得更具吸引力。Sequart Organization指出，雖然Archer憎恨過去作為衛宮士郎的自己，源於那段時期的遺憾，但他最終與自己的選擇達成和解。動畫新聞網的評論員也稱讚他在電影中的戰鬥場面。Blu-ray則表示欣賞他與Archer間敵對情感的鋪陳與發展。在發表於The Fandom Post的文章中，克里斯·貝弗里奇亦稱讚主角與吉爾伽美什之戰，因為吉爾伽美什在《Fate/Zero》中為反派角色，使此戰具有敘事上的收束感。Japanator的喬許·托倫蒂諾（Josh Tolentino）指出，衛宮士郎即使已預見自身的悲劇未來，仍選擇成為戰士，這在敘事中實屬罕見。不過，貝弗里奇對衛宮士郎與遠坂凜的關係持保留態度，認為這段關係過於冷嘲熱諷，遠坂凜經常貶低衛宮士郎，且過於強勢，他更偏好衛宮士郎與阿爾托莉雅的關係。UK Anime Network則認為衛宮士郎與遠坂凜是動畫中最缺乏看點的情侶組合。
在《Fate/stay night [Heaven's Feel]》電影中，衛宮士郎的角色塑造有所改變。動畫新聞網指出，他透過面部表情所傳達的情感，比語言對觀眾更具衝擊力。The Fandom Post的兩位評論員對於他在該系列是否如《Fate/stay night [Unlimited Blade Works]》中一樣具有吸引力意見分歧，但仍肯定他所展現的創傷後壓力症候群揭示了其過去更深層的一面。UK Anime Network的馬丁·巴特勒（Martin Butler）認為衛宮士郎在片中「略顯平淡」。另有評論員稱讚他與間桐櫻的互動，認為兩人是系列中最動人的戀愛描寫之一。第二部電影中特別描繪了衛宮士郎為保護間桐櫻而做出的艱難選擇，該決定與他自衛宮切嗣那裡繼承的成為英雄的夢想相矛盾。
除了正傳作品，評論亦關注衛宮士郎在衍生作品中的形象。在《Fate/kaleid liner 魔法少女☆伊莉雅 3rei!!》中首次登場時，MANGA.TOKYO的塔納西斯·卡拉瓦西利斯（Thanasis Karavasilis）讚賞其英勇行動，認為是該集的亮點。他在戰鬥場面中的表現亦受到卡拉瓦西利斯好評，但也被批評過於強大。在電影《Fate/kaleid liner 魔法少女☆伊莉雅 雪下的誓言》中，他為保護美遊的行動獲得正面評價，其角色刻畫亦受到讚賞，儘管與過往形象略有相似。在《衛宮家今天的餐桌風景》中，Otaku USA稱讚他所展現的料理技能，認為即使角色延續自過去作品的動作類型角色原型，仍具正面形象。另一篇評論則讚賞本作這部原創網路動畫（ONA）中對衛宮士郎與衛宮切嗣關係的描寫，該關係在系列其他作品中多僅作簡略呈現。

## 外部連結
- 官網角色介紹